# Victor Van Riet
Victor Van Riet (Hoboken, 14 januari 1914 - 24 september 1989) was een Belgische verzetsstrijder, voormalig gemeenteraadslid voor de Belgische Socialistische Partij en schepen voor cultuur in Hoboken. Over zijn ervaringen tijdens de Tweede Wereldoorlog schreef hij de boeken De Kampen en Wenteltrap Mauthausen. Van Riet is de vader van kunstenaar Jan Vanriet.

## Levensloop
Henri Victor Van Riet werd geboren op 14 januari 1914 in Hoboken. In de jaren dertig raakte hij door linkse literatuur geïnteresseerd in het communisme en sloot zich aan bij de communistische jeugd.

### Tweede Wereldoorlog
Van Riet was sterk antifascistisch en na het overlijden van zijn vrouw en kind in het kraambed in april 1941 sloot Van Riet zich aan bij het communistische Onafhankelijkheidsfront. Hij verspreidde onder meer illegale publicaties en probeerde geld te verzamelen om de verzetsactiviteiten te financieren. Nadat hij werd verraden, werd hij op 22 januari 1942 door de Gestapo gearresteerd. Na zijn deportatie in juli 1942 kwam hij terecht in diverse gevangenissen en concentratiekampen, onder andere in Aken, Keulen, Natzweiler, Dachau en Mauthausen. Volgens zijn zoon had Van Riet zijn transport naar Mauthausen zelf georganiseerd: het kampbestuur aldaar was extreem links, waardoor Van Riet zich daar meer beschermd voelde. In Mauthausen leerde hij Antonín Novotný kennen, de latere president van Tsjecho-Slowakije, waarmee hij een levenslange vriendschap ontwikkelde.
In het kamp werkte Van Riet aanvankelijk in de steengroeve, maar werd kort daarna, door hulp van de communistische internationale verzetsbeweging, als violist onderdeel van het kamporkest. Zijn eerste auditie voor het orkest was mislukt door de verwondingen die hij in de steengroeve had opgelopen aan zijn handen, maar kreeg een twee kans nadat hij de Internationale ter gehore bracht. Daarnaast werkte Van Riet in de keuken van de SS. Deze geprivilegieerde banen waren levensreddend, aldus zijn zoon. Als onderdeel van zijn werk in de keuken bracht Van Riet broden naar de vrouwenbarakken. Aldaar leerde hij de Antwerpse verzetsstrijdster Lucia Rombaut kennen. Ze beloofden elkaar na de oorlog opnieuw te ontmoeten.

### Naoorlogse jaren
Na de oorlog ontmoette Van Riet en Rombaut elkaar opnieuw. Ze trouwden in 1947 en op 21 februari 1948 werd hun zoon Jan Vanriet geboren, die als kunstenaar de ervaringen van zijn ouders in zijn schilderijen verwerkt. Ook na de Tweede Wereldoorlog bleef Van Riet zich, samen met zijn echtgenote, inzetten tegen het fascisme. Na de Hongaarse Opstand in 1956 keerde hij de communistische partij de rug toe. In zijn latere leven werkte hij in Hoboken als socialistisch gemeenteraadslid van de Belgische Socialistische Partij en als schepen van cultuur.
Van Riet overleed op 24 september 1989. Hij werd begraven op Schoonselhof. Op 18 mei 2025 werd een Stolperstein voor Van Riet onthuld aan de Kapelstraat 183 in Hoboken. Het was de vijfde Stolperstein die in Hoboken werd geplaatst.